# John Pritchard (dyrygent)
Sir John Michael Pritchard (ur. 5 lutego 1921 w Londynie, zm. 5 grudnia 1989 w Daly City w Kalifornii) – brytyjski dyrygent.

## Życiorys
Początkowo uczył się gry na fortepianie i altówce u swojego ojca, następnie studiował dyrygenturę we Włoszech. Po wybuchu II wojny światowej wrócił do Wielkiej Brytanii i został zmobilizowany do wojska. Od 1943 do 1951 roku prowadził Derby Orchestra. W latach 1947–1950 był kolejno korepetytorem, kierownikiem chóru i asystentem dyrygenta Fritza Buscha na festiwalu operowym w Glyndebourne. W 1951 roku debiutował na tym festiwalu jako dyrygent i był związany z nim przez kolejne lata, od 1969 do 1977 roku był jego dyrektorem muzycznym. W 1952 roku debiutował w Covent Garden Theatre. Był pierwszym dyrygentem Royal Liverpool Philharmonic (1957–1963) i London Philharmonic Orchestra (1962–1966). W 1963 roku zadebiutował w Stanach Zjednoczonych, w późniejszych latach był gościnnym dyrygentem Lyric Opera of Chicago (1969) i San Francisco Opera (1970). Pełnił funkcję dyrektora muzycznego opery w Kolonii (1978–1988), Théâtre Royal de la Monnaie w Brukseli (1981–1989) i San Francisco Opera (1986–1989). Od 1982 roku był stałym dyrygentem BBC Symphony Orchestra.
Jako dyrygent prezentował różnorodny, szeroki repertuar. Zainicjował serie koncertów muzyki współczesnej pt. Musica Viva, poprzedzonych słowną prezentacją utworów. Dokonał nagrań płytowych oper włoskich i utworów kompozytorów brytyjskich. Od 1962 roku komandor Orderu Imperium Brytyjskiego. W 1983 roku otrzymał tytuł szlachecki.